# Pioniergewinn
Pioniergewinn (oder Vorsprunggewinn; englisch pioneering advantage) ist in den Wirtschaftswissenschaften ein dynamischer Gewinn, der insbesondere durch Produktinnovationen entsteht.

## Geschichte
Der Nationalökonom Joseph Schumpeter beschrieb 1911 in seinem Werk Theorie der wirtschaftlichen Entwicklung einen dynamischen Unternehmer (Pionierunternehmer), der durch seine Innovation zu einem Monopolisten wird. Dies bleibe er so lange, bis Nachahmer auftreten oder seine Innovation durch andere Entwicklungen verblasst. Auch die Einführung neuer Produktionsmethoden, die Erschließung neuer Absatzmärkte oder die Eroberung neuer Beschaffungsquellen für Roh-, Hilfs- und Betriebsstoffe könne dem Monopolisten einen Gewinn einbringen, dem erst Erich Preiser 1955 den Namen Pioniergewinn gab.

## Ursachen
Voraussetzung für Pioniergewinne sind Produktinnovationen, die durch Forschung und Entwicklung entstehen. Auch Innovationen auf anderen Gebieten (neue Produktionsmethoden oder Absatzmärkte) führen zu Pioniergewinnen. Pioniergewinne erzielt ein Unternehmen, welches ein neues Produkt als erstes zur Marktreife gebracht hat und dadurch einen Wettbewerbsvorteil gegenüber anderen Unternehmen erzielen kann. Dieses Unternehmen kann höhere Marktpreise erzielen, aus denen die angefallenen Forschungs- und Entwicklungskosten amortisiert werden können.

## Dynamischer Gewinn
Neben dem Pioniergewinn gehört der Marktlagengewinn zu den dynamischen Gewinnen. Der Marktlagengewinn ist – anders als der Pioniergewinn – ein ungeplanter Zufallsgewinn. Der Pioniergewinn hingegen entsteht durch geplante Produktinnovationen und stellt einen Anreiz für Unternehmen dar, durch Forschung und Entwicklung neue Produkte zu entwickeln, um einen Pioniergewinn erzielen zu können. Ob allerdings auf mittlere Sicht der Pioniergewinn regelmäßig durch einen funktionierenden Wettbewerb oder andere Ereignisse wieder eliminiert wird, erscheint fraglich. Hierzu bemerkt Preiser, dass der Pioniergewinn sich häufig zur „Monopolrente“ verfestige und demnach sowohl „Hebel des wirtschaftlichen Wachstums“ als auch Grundlage für die Zunahme des gesamtwirtschaftlichen Monopolisierungsgrades sei.